# NGC 1938
NGC 1938 je otvoreni skup u zviježđu Stolu. 

## Vanjske poveznice
- SEDS: NGC 1938